# اللغة الفرعية
اللغة الفرعية هي مجموعة فرعية من اللغة وتكون موجودة في اللغة الطبيعية أو لغة الكومبيوتر أو في قواعد البيانات ذات العلاقة .

## في اللغة الطبيعية
في المجال المعلوماتي ومعالجة اللغة الطبيعية وترجمة الآلة، تكون اللغة الفرعية  هي اللغة المحددة في المجال خاصة في المجال التقني . أما في المصطلحات الرياضية، «تشكل مجموعة فرعية من جمل لغة ما، مصطلح فرعي لتلك اللغة إذا كانت تندرج ضمن  بعض عمليات اللغة مثال:  إذا تم تشغيل عضوين من مجموعة فرعية على، كما هو الحال في وأو بسبب، فإن الناتج يكون أيضاً عضواً في هذه المجموعة الفرعية» (Z. س. هاريس اللغة والمعلومات، كولومبيا، الولايات المتحدة، 1988، ص 34)

## في لغة الكومبيوتر
تم استخدام مصطلح اللغة الفرعية أحيانًا للإشارة إلى لغة الكمبيوتر التي هي مجموعة فرعية من لغة أخرى. قد يتم تقييد لغة فرعية من الناحية التركيبية (فهي تقبل قواعد فرعية للغة الأصلية) و / أو لغويًا (مجموعة النتائج المحتملة لأي برنامج معين هي مجموعة فرعية من النتائج المحتملة في اللغة الأصلية).

### مثال
على سبيل المثال، ALGOL 68S كانت مجموعة فرعية من ALGOL 68 مصممة من اجل جعل من الممكن كتابة محول تمرير واحد لهذا المستوى الفرعي. يتم تصنيف عبارات SQL (لغة الاستعلام الهيكلية) بطرق مختلفة والتي يمكن تجميعها في لغات فرعية، عادةً: لغة استعلام البيانات (DQL) ، ولغة تعريف البيانات (DDL) ، ولغة التحكم في البيانات (DCL) و لغة معالجة البيانات (DML)

## نظرية قاعدة البيانات ذات العلاقة
في نظرية قاعدة البيانات العلائقية، مصطلح «المستوى الفرعي»، الذي استخدم لأول مرة لهذا الغرض بواسطة E. F. Codd في عام 1970  يشير إلى لغة الكمبيوتر المستخدمة لتحديد أو معالجة بنية ومحتويات نظام إدارة قواعد البيانات العلائقية (RDBMS).  اللغات الفرعية النموذجية المقترنة بـ RDBMS الحديثة هي QBE (استعلام حسب المثال) SQL (لغة الاستعلامات المركبة).
في عام 1985 جمع Codd تفكيره في اثني عشر قاعدة يجب أن تعبر عنها كل قاعدة بيانات لكي تكون علائقية حقًا تُعرف القاعدة الخامسة بقاعدة اللغة الفرعية للبيانات الشاملة وتنص على:  قد يدعم النظام العلائقي عدة لغات وأنماط مختلفة من الاستخدام النهائي  (على سبيل المثال، وضع تعبئة الفراغات) .ومع ذلك يجب أن تكون هناك لغة واحدة على الأقل تكون عباراتها معبرة  وفقًا لبعض النحو المحدد جيدًا  كسلاسل أحرف  وهذا يشمل  دعم جميع العناصر التالية:
تعريف البيانات
عرض التعريف
معالجة البيانات ( التفاعل حسب البرنامج)
قيود التكامل
التفويض
حدود المعاملة ( التراجع والالتزام والبدء)